# Los Radiadores
Los Radiadores es un grupo musical de Valencia que comenzó su trayectoria en 2011 y que practica un rock rabioso, potente e inmediato, con influencias de bandas en castellano como Los Enemigos, 091 o Surfin Bichos y de clásicos internacionales del punk-rock como Ramones, The Clash, o The Cramps.

## Historia
Su debut discográfico fue en 2011 con el EP Bienvenido, editado por el sello Flor y Nata Records, donde contaron con la colaboración de miembros de Doctor Divago como Manolo Bertrán y Antonio Chumillas. Un año después lanzaron un sencillo compartido con La Gran Esperanza Blanca, titulado La balada de Diarte y Kempes, dedicado a las dos leyendas valencianistas de fútbol.
Durante 2013, el cantante y compositor Raúl Tamarit con Manolo Bertrán de Doctor Divago, crearon el sello discográfico Bonavena Música, donde se publicó el primer álbum Manual de Supervivencia.
En 2014 se produjo la entrada como bajista de Sergio Domingo que, junto a Raúl Tamarit (voz y guitarra), José Antonio Nova 'El Joven' (guitarra) y Vicente Vila 'Metralla' (batería), grabaron el álbum Gasolina, santos y calavera, donde se incluyó una versión de "El Hospital" de Carlos Berlanga con Alaska y Los Pegamoides.
También a través de Bonavena Música, en 2017 publicaron el álbum Los perros ladraron, y en 2018 el EP Puños en alto, donde se incluyó una versión de "Police on my back" de Eddy Grant & The Equals, más cercana a la versión de The Clash.
En 2020 lanzaron el álbum Bailes de verano que incluyó canciones nuevas, dos remezclas de canciones antiguas y tres versiones en vivo, con participación de Pat Escoín (Los Romeos, Lula, Exfan) y José Manuel Casañ de Seguridad Social, mientras que en 2023 incluyeron una versión de Makoki de Paraíso en el disco Canciones de verano y costa. Un tributo a Paraíso y La Mode.
En 2024 se produce el retorno discográfico con el álbum Sorbos de electricidad, afianzándose más en su estilo.

## Discografía
- 2011 - Bienvenido (EP) (Flor y Nata Records)
- 2012 - La Balada de Diarte y Kempes (EP) (Flor y Nata Records)
- 2013 - Manual de supervivencia (Bonavena Música)
- 2014 - Gasolina, santos y calaveras (Bonavena Música)
- 2017 - Los perros ladraron (Bonavena Música - Trilobite Records)
- 2018 - Puño en alto (EP) (Bonavena Música)
- 2020 - Bailes de verano (Bonavena Música - Trilobite Records)
- 2024 - Sorbos de electricidad (Bonavena Música)

## Formación
- Raúl Tamarit: compositor, guitarra y voz principal.
- José Antonio Nova "El Joven": guitarra y coros
- Sergio Domingo: bajo y coros.
- Vicente Vila "Metralla": batería y percusiones.